# Aferdita Podvorica
Aferdita Podvorica (* 10. September 1978 in Podujevo) ist eine ehemalige albanische Fußballspielerin. Die Stürmerin spielte für die deutschen Bundesligisten 1. FFC Turbine Potsdam und WSV Wolfsburg.

## Werdegang
Aferdita Podvorica wurde in der damals zu Jugoslawien gehörenden Provinz Kosovo geboren. Ihr Vater und ihr Bruder weckten ihr Interesse am Fußball, wodurch sie anfing auf der Straße Fußball zu spielen. 1993 wanderte sie mit ihrer Familie nach Berlin aus. Im Jahr 1995 wechselte sie aus einer Jugend-Mannschaft des Traber FC Mariendorf zu SSV Turbine Potsdam. Zwischen 2000 und 2002 spielte sie für den WSV Wolfsburg, bevor sie nach Potsdam zurückkehrte. Mit dem 1. FFC Turbine Potsdam wurde sie dreimal Meister, dreimal Pokalsieger und einmal UEFA-Women’s-Cup-Sieger. Nach mehreren Verletzungen beendete Podvorica 2009 ihre Karriere. Heute ist sie Teammanagerin.
Aferdita Podvorica ist von Beruf Versicherungskauffrau und hat zwei Brüder.

## Erfolge
- UEFA-Women’s-Cup-Sieger 2005
- Deutscher Meister 2004, 2006, 2009
- DFB-Pokalsieger 2004, 2005, 2006